# هنري جوردن
هنري جوردن (10 يونيو 1898 في المملكة المتحدة - 5 أكتوبر 1981 في المملكة المتحدة)  (بالإنجليزية: Henry Jordan)‏ هو لاعب كريكت بريطاني (وحمل سابقاً جنسية المملكة المتحدة لبريطانيا العظمى وأيرلندا). لعب مع نادي مقاطعة ديربيشاير للكريكت ‏.